# Škoda 36Tr
Škoda 36Tr (nazwa handlowa T’City 12) – niskopodłogowy trolejbus produkowany od 2022 roku przez czeską firmę Škoda Electric z wykorzystaniem nadwozia tureckiego producenta Temsa. Na tej samej zasadzie powstał także autobus elektryczny Škoda 36BB.

## Konstrukcja

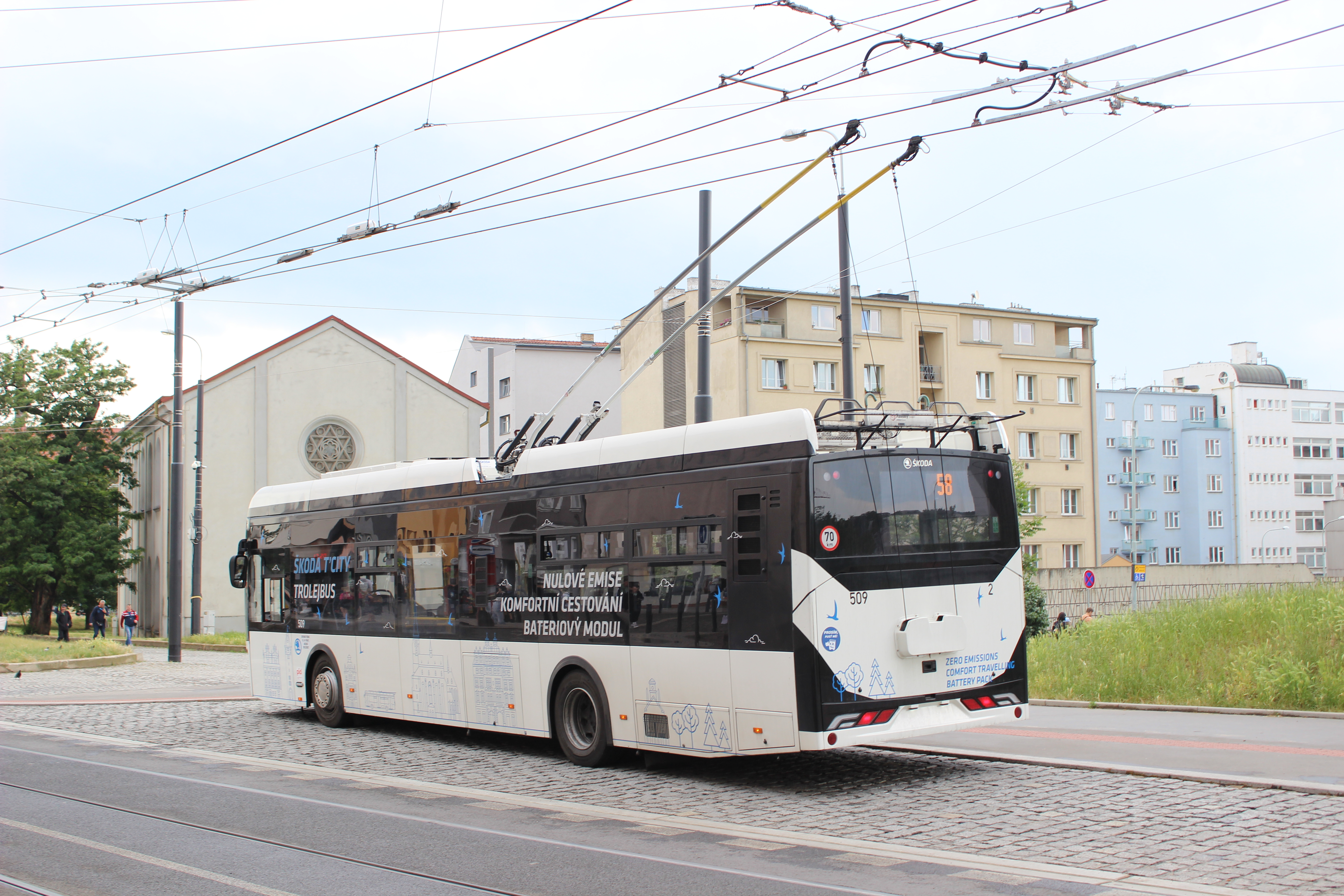
Tył Škody 36Tr

Jest to dwuosiowy trolejbus o długości 12 m, w którym zastosowano nadwozie tureckiego producenta Temsa. Powstał na bazie autobusu elektrycznego Temsa Avenue Electron. Trolejbus typu 36Tr jest niskopodłogowy, trzydrzwiowy, klimatyzowany, wyposażony w porty USB oraz monitoring. Posiada także baterie trakcyjne, dzięki którym może przejechać nawet 15 kilometrów poza siecią trakcyjną.

## Historia
Nadwozie prototypowego trolejbusu 36Tr zostało przetransportowane do pilźnieńskiej firmy Škoda Electric w grudniu 2021 r. Gotowy pojazd został po raz pierwszy zaprezentowany w maju 2022 r. Następnie pod numerem 989 był testowany na ulicach Pilzna bez pasażerów, a od września do grudnia 2022 r. także z pasażerami. W styczniu 2023 roku producent wydzierżawił go praskiemu przewoźnikowi Dopravní podnik hl. M. Prahy.
W grudniu 2021 roku węgierska spółka Ganz-Škoda Electric, należąca do grupy Škoda Transportation, wygrała przetarg na dostawę 12-metrowych trolejbusów dla przewoźnika Dopravní podnik Ostrava (DPO). Kontrakt obejmował dostawę 12 wagonów 36Tr, pozostałych sześć stanowiło opcję, z której przewoźnik skorzystał w pełni w sierpniu 2022 r. Pierwszy trolejbus dla DPO ukończono w grudniu 2022 r., a pierwsze egzemplarze dostarczono do Ostrawy w styczniu 2023 r. Wprowadzono je do eksploatacji 14 lutego 2023 r.
W maju 2022 roku Škoda Electric została zwycięzcą przetargu na trzy trolejbusy w wersji bez baterii, który ogłosił Městský dopravní podnik Opava. Wszystkie trzy trolejbusy zostały dostarczone w sierpniu 2023 r. i wprowadzone do ruchu we wrześniu 2023 r.

## Dostawy
Od 2022 r. wyprodukowano 22 trolejbusy typu 36Tr.
| Państwo        | Miasto         | Lata dostaw    | Liczba | Numery taborowe | Uwagi                            |
| -------------- | -------------- | -------------- | ------ | --------------- | -------------------------------- |
| Czechy         | Opawa          | 2023           | 3      | 329–331         |                                  |
| Czechy         | Ostrawa        | 2023           | 18     | 3741–3758       | z bateriami trakcyjnymi          |
| Czechy         | Škoda Electric | 2022           | 1      | –               | prototyp z bateriami trakcyjnymi |
| Łączna liczba: | Łączna liczba: | Łączna liczba: | 22     |                 |                                  |